# Quatre chants sérieux

Quatre chants sérieux (Vier ernste Gesänge), op. 121, est un cycle de quatre lieder pour basse et piano de Johannes Brahms. Il compose l'œuvre à Vienne en 1896 et la dédie à Max Klinger.

## Histoire
Entre 1865 et 1868, alors qu'il est encore jeune, Brahms compose Ein deutsches Requiem (Un requiem allemand), sur un ensemble de citations de la Bible dans la traduction de Luther. Son amie Clara Schumann subit un accident vasculaire cérébral, le 26 mars 1896. Brahms complète la composition de cet ensemble le 7 mai suivant, le jour de son anniversaire, en prévision de sa mort,.
Les textes des trois premiers lieder sont tirés de l'Ancien Testament. Le texte du quatrième lied est emprunté au Nouveau Testament et porte sur la foi, l'espérance et la charité.
Titres originaux :
1. Denn es gehet dem Menschen wie dem Vieh Prediger Salomo, Kap. 3
2. Ich wandte mich, und sahe an Prediger Salomo, Kap. 4
3. O Tod, wie bitter bist du Jesus Sirach, Kap. 41
4. Wenn ich mit Menschen- und mit Engelszungen S. Pauli an die Corinther I., Kap. 13

Sources bibliques :
1. Denn es gehet dem Menschen [Le sort des fils de l'homme et le sort des bêtes est le même] extrait de l'Ecclésiaste Ec 3,19-22.
2. Ich wandte mich, und sahe an [j'ai vu toutes les oppressions] extrait de l'Ecclésiaste, Ec 4,1-3.
3. O Tod, wie amer bist du [O mort, que ta pensée est amère] extrait du Siracide (Ecclésiastique) Si 41,1-2.
4. Wenn ich mit Menschen [Quand je parlais les langues des hommes et des anges] extrait de la Première épître aux Corinthiens, 1Co 13,1-3,12-13.

Les lieder ont été publiés par Simrock en 1896. Brahms les dédie à Max Klinger. Écrits pour une voix grave, ils ont également été transcrits pour voix aiguë. Ils ont été orchestrés par Detlev Glanert (dont l'orchestration ajoute des préludes de liaison) et Günter Raphael.
Début du premier lied : « Le sort des fils de l'homme et le sort des bêtes est le même ».

## Création
La première représentation de l'œuvre est donnée à Vienne, le 9 novembre 1896, en présence du compositeur, par deux artistes hollandais : le baryton Anton Sistermans et le pianiste de vingt ans, Coenraad V. Bos. Brahms s'est rendu dans les coulisses pour remercier Sistermans et Bos pour leur interprétation leur disant qui ils avaient « parfaitement réalisé [ses] intentions ».
Deux semaines plus tard, Bos accompagne Raimund von zur Mühlen dans les quatre lieder. Zur Mühlen ne pourrait pas atteindre le diminuendo final comme marqué sur la partition, donc il instruit Bos de continuer le crescendo après la ligne vocale et finit l'œuvre fff (fortissimo), plutôt que le p (piano), tel que Brahms l'indique. Lorsque zur Mühlen parle à Brahms en lui disant qu'il espérait n'avoir pas attenté à l'esprit de la partition par ce détournement, Brahms a répondu : « Vous avez chanté magnifiquement. Je n'ai rien remarqué de mauvais ».

## Structure
Dans le tableau suivant, la tonalité indiquée est celle de la partition d'origine pour voix grave ; le mouvement et la mesure sont également indiqués. Les liens vers les partitions séparées fournissent la version pour voix aiguë.
| no. | incipit                      | mouvement                 | tonalité        | mesure | partition | analyse |
| --- | ---------------------------- | ------------------------- | --------------- | ------ | --------- | --- |
| 1   | Denn es gehet dem Menschen   | Andante                   | Ré mineur       | 4/4    |           | « Analyse du lied 1 »(Archive.org • Wikiwix • Archive.is • Google • Que faire ?) (consulté le 18 mai 2017) |
| 2   | Ich wandte mich, und sahe an | Andante                   | Sol mineur      | 3/4    |           | « Analyse du lied 2 »(Archive.org • Wikiwix • Archive.is • Google • Que faire ?) (consulté le 18 mai 2017) |
| 3   | O Tod, wie amer bist du      | Grave                     | Mi mineur       | 3/2    |           | « Analyse du lied 3 »(Archive.org • Wikiwix • Archive.is • Google • Que faire ?) (consulté le 18 mai 2017) |
| 4   | Wenn ich mit Menschen        | Andante con moto et anima | Mi bémol majeur | 4/4    |           | « Analyse du lied 4 »(Archive.org • Wikiwix • Archive.is • Google • Que faire ?) (consulté le 18 mai 2017) |

Selon Marcel Beaufils « le sort des hommes est le même que celui des bêtes » (Denn es gehet dem Menschen), est : 

« lourd, écartelé entre les notes hautes et graves, coulé sur ses deux premières mesures en un geste de peur désormais perpétué par les figures instrumentales, et dont il semble désormais que la voix s'arrache en vain, la terre la gardant prisonnière. C'est une lourde matière, en effet, compacte de ses notes obsessives en pédales, creuses de ses quintes et octaves nues, prisonnière, elle aussi de ce rampement strictement conjoint « fa–sol–la–sol–fa » dont elle ne brisera jamais l’étreinte, prisonnière de ce rythme funéraire enfin, qui bat comme un temps de condamné. »

## Discographie sélective
Kathleen Ferrier a enregistré Vier ernste Gesänge, en 1947, avec le pianiste Phyllis Spurr et, en 1950, avec John Newmark. Un critique a écrit dans le magazine Gramophone : 

« La ligne vocale couvre près de deux octaves, dont certaines sont assez maladroites pour la voix, mais Mlle Ferrier répond à toutes ses exigences triomphalement - et nulle part ailleurs plus que dans la merveilleuse troisième chanson, O Tod, wie amer bist du, dans laquelle elle couvre les notes supérieures et, dans la dernière chanson, dans laquelle elle exprime avec une telle noble expression, à voix haute, la grande phrase qui se lit comme suit: Nun aber bleibet glaube, hoffnung, liebe, diese drei (Maintenant demeurent la foi, l'espérance, l'amour, ces trois-là)). Ici, nous avons donc une réalisation majeure de l’art de la chanteuse, une interprétation définitive de grandes chansons. »

En 1949, pour un concert radiodiffusé en direct du Royal Albert Hall, elle chante en anglais, une version orchestrée, avec le BBC Symphony Orchestra, sous la direction de Malcolm Sargent.
Hans Hotter enregistre les lieder en 1951, avec le pianiste Gerald Moore, avec d'autres lieder de Brahms et la cantate de Bach BWV 82 : 

« Dans le sombre lied d'ouverture, le côté musique funèbre est brisé par une section tempêtueuse par laquelle on nous rappelle que Hotter régnait en Wotan pendant un demi-siècle. Il apporte la tonalité sépulcrale appropriée au second lied, où parfois l'immense voix est réduite à un murmure, un effet qui est utilisé avec parcimonie, mais (comme on le fait ici) peut faire fondre les cœurs les plus forts. Dans le troisième lied, Hotter insuffle sa voix avec amertume et le dernier offre un consolant réconfort. Une belle interprétation. »

Dietrich Fischer-Dieskau enregistre les lieder de l'opus 121 à plusieurs reprises, sa première gravure en 1949, pour le label Deutsche Grammophon, accompagné par Hertha Klust. Anne Ozorio le décrit comme 

« ...un autre moment clé dans l'histoire du lied. Le chanteur avait à peine 24 ans, mais déjà capturé la profondeur de Brahms, méditation sur la mort. »

 Puis, avec Jörg Demus, en octobre 1958 (Deutsche Grammophon) et enfin avec Wolfgang Sawallisch, en août 1973 (EMI).
Helen Traubel a enregistré les lieder en 1949, accompagné par Coenraad V. Bos.

## Cinéma
Claude Chabrol choisit le premier des Quatre chants sérieux (« Denn es gehet dem Menschen wie dem Vieh ») interprété par Kathleen Ferrier avec John Newmark au piano pour illustrer musicalement les première et dernière scènes de Que la bête meure (1969),.